# Joachim von Glasenapp

Wappen der Familie von Glasenapp

Joachim von Glasenapp (* um 1600 vermutlich in Gramenz; † Anfang 1667) war ein geistlicher Dichter, Mitglied mit dem Gesellschaftsnamen Der Erwachsende der Fruchtbringenden Gesellschaft („Palmenorden“), Haushofmeister der Herzogin-Witwe Hedwig von Pommern in Neustettin, Kurbrandenburgischer Rat, Burgrichter und Schlosshauptmann zu Saatzig.

## Werke
- Vinetum evangelicum – Evangelischer Weinberg … / von der durchläuchtigen Befreyenden mit … Melodeyen kunstreich ausgezieret; (gemeint ist die Herzogin von Mecklenburg Sophia Elisabeth zu Braunschweig) … Johann und Heinrich den Sternen (Verleger), Wolfenbüttel 1651.
- Vindemia nova Newe Weinlese auss den verordenten Sonntags Episteln v angestellet … Henning Müller (Drucker), Helmstadt 1648.
- Palmites Sive Palmae Christianae, christliche Reden oder Palmen. Wolfenbüttel 1652.
- Heurige und Fernige Sive, kurzer Begriff und Inhalt aller Kapitel der Canonischen Bücher etc. Stettin 1653.